# El Corcovado (Jalisco)
El Corcovado es una localidad del estado mexicano de Jalisco. Es parte del municipio de Autlán de Navarro.

## Demografía
| Gráfica de evolución demográfica |
|                                  |

| Censo | Población |
| ----- | --------- |
| 1900  | 129       |
| 1910  | 152       |
| 1921  | 85        |
| 1930  | 73        |
| 1940  | 82        |
| 1950  | 247       |
| 1960  | 436       |
| 1970  | 478       |
| 1980  | 750       |
| 1990  | 1 044     |
| 2000  | 1 183     |
| 2010  | 1 295     |
| 2020  | 1 542     |